# 錦山 (山口県)
錦山（にしきやま）は、山口県防府市向島にある山である。標高354m。
防府市の周防灘（瀬戸内海）沿いにあり、防府市及び周辺に向けたコミュニティ放送の送信所に使われている。

## 送信所

### FMラジオ放送
| 放送局名                 | 周波数  | 空中線電力 | 最大実効輻射電力 | 放送対象地域   | 放送区域内世帯数 | 開局年月日   |
| ------------------------ | ------- | ---------- | ---------------- | -------------- | ---------------- | ------------ |
| ぷらざFM（FMわっしょい） | 77.3MHz | 音声20W    | 音声41W          | 防府市及び周辺 | -                | 2015年6月1日 |

- 2004年12月1日から2015年5月31日までは、周波数76.7MHz・出力17Wで、同山中腹に置局されていた。